# Бретонська марка

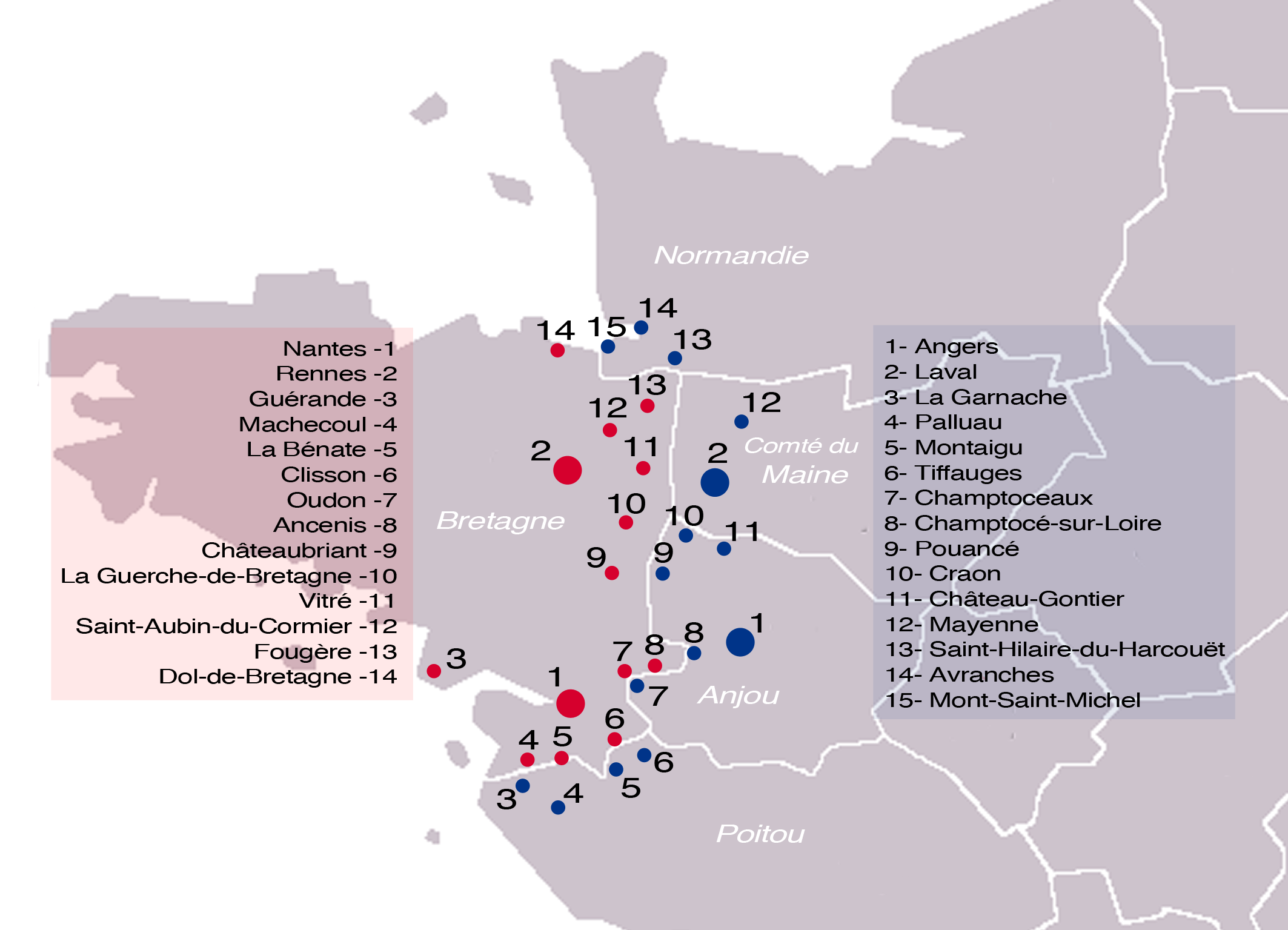
Зона фортифікації на кордоні Бретонської марки

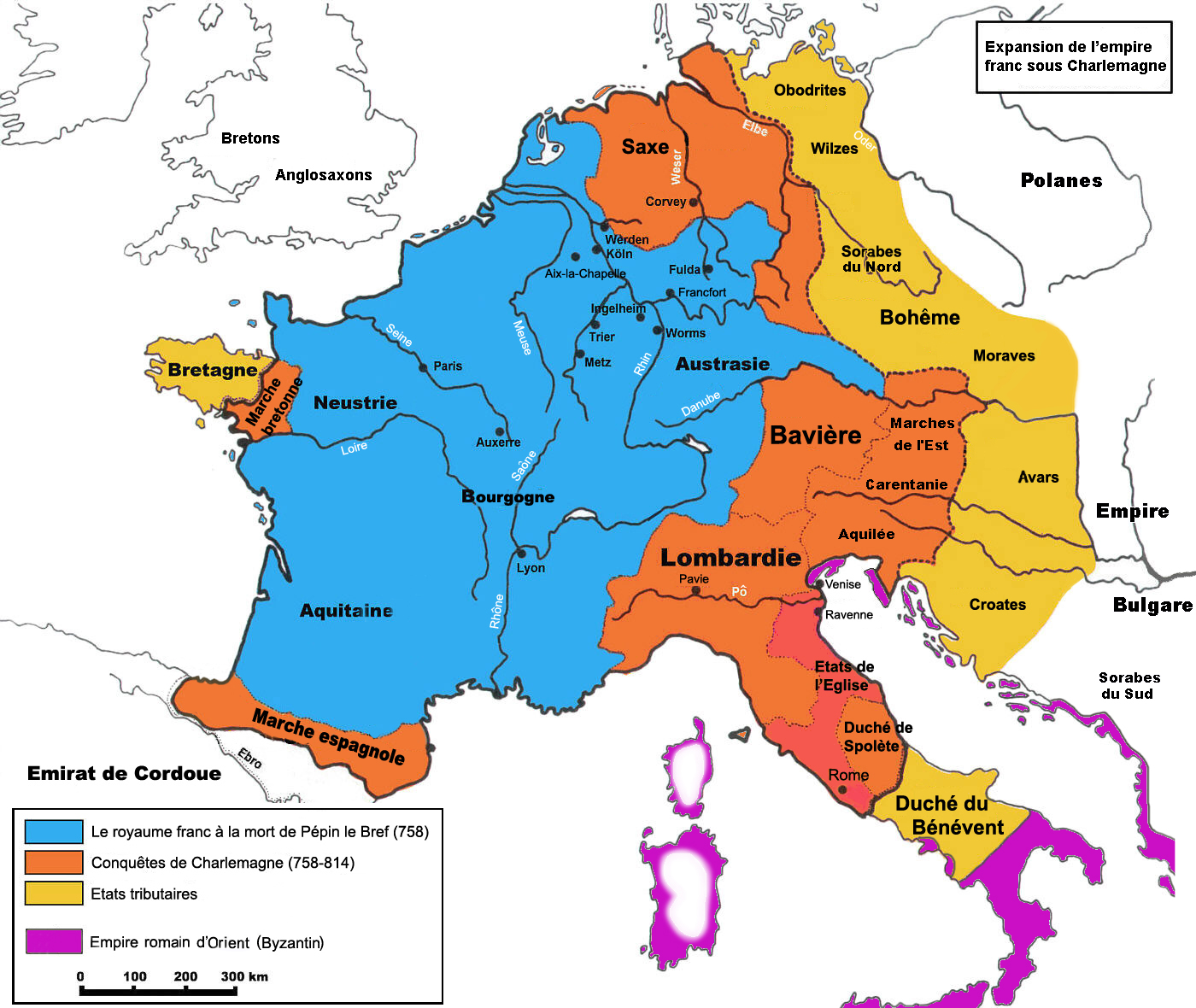
Бретонська марка (768-811)

47°48′ пн. ш. 1°30′ зх. д. / 47.8° пн. ш. 1.5° зх. д.
Бретонська марка (брет. Marz Breizh, фр. Marche de Bretagne) — марка, створена графами франків у VIII столітті для захисту від бретонців. Марка охоплювала територію пізніших Реннського, Нантського, Ваннського і частину Менського графств.

## Історія

### Передісторія

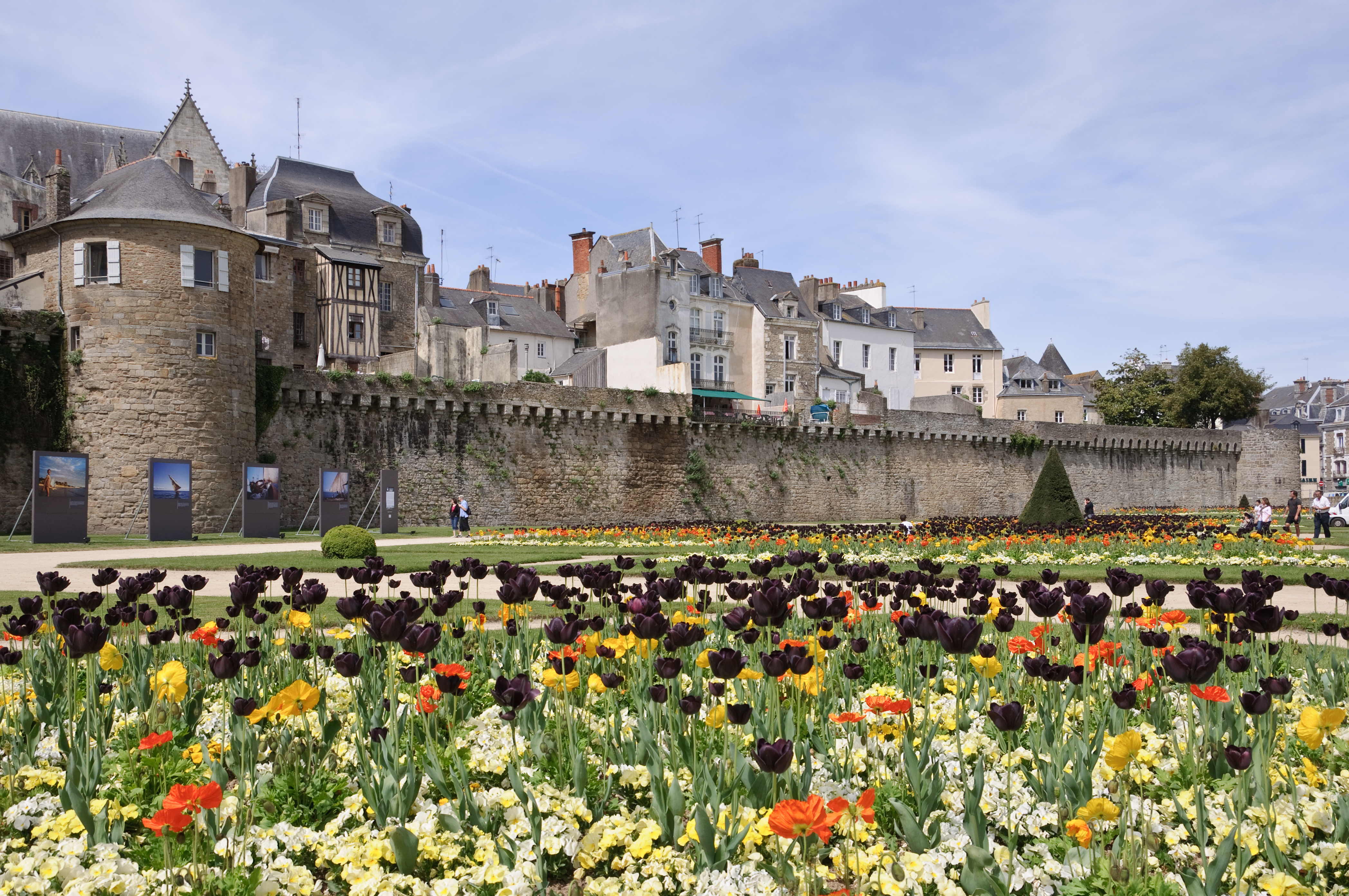
Ванн

На території між Ванном і Блуа, на якій була утворена марка, постійно відбувалися зіткнення між франками і бретонцями. У 1-ій половині вождь бритів Варош I невдало спробував захопити Ванн. Його онук Варош II у 578 на березі річки Вілен розбив армію франкського короля Хільперіка I і захопив Ванн. Пізніше він не раз нападав на Ренн і Нант. У 590 він розбив армію, яку послав король Гунтрамн.

### Створення марки
У 753 Піпін III Короткий захопив Ванн і створив марку для свого брата Грифона для захисту своїх володінь від набігів бретонців. Марка об'єднує графства Нант, Ренн і Ванн, до яких, в залежності від політичних обставин, додаються Анжуйське графство й іноді Авранш.
У 778 наступник Грифона, префект марки Роланд (Груодланд), гине під час походу Карла I Великого на басків у Ронсельвальській ущелині. Після цього відбувається кілька повстань. У 786 сенешаль Одульф здійснює рейд проти бретонців. У 799 префект марки Гі за наказом імператора Людовика I Благочестивого завойовує Бретань. Але в 801 виникає нове повстання. Тим 814 і 818 роком його змінює син Ламберт I.

### Ліквідація марки
У 818 бретонці вчергове повстали і проголосили своїм вождем Морвана, відомого як (брет. Lez-Breizh, укр. Опора Бретані). У відповідь імператор Людовик разом із маркграфом Ламбертом виступив проти Морвана, який унаслідок походу загинув. У 822 бретонці проголосили своїм вождем Віомарка. У відповідь імператор Людовик організував новий похід у 824. Віомарк уникнув смерті, присягнувши у вірності імператорові, але в 825 він був убитий. Втомившись від постійних повстань бретонців, імператор Людовик у 831 році призначив маркграфом Бретона одного з представників місцевих вельмож — графа Ванна Номіное.
За життя імператора Людовика Номіное зберігав йому вірність. Але після смерті імператора Номіное повстав у 843. Граф Нанта Рено д'Ербо, призначений сином Людовика, Карлом II Лисим, спробував напасти на Номіное, але був убитий у битві при Мессаці. При цьому, Нант був розграбований норманами і сином Ламберта I, Ламбертом II, ображеним на Карла Лисого. У 845 Номіное розбиває армію Карла в битві при Балоні, після чого настає певне затишшя. У 846 Карл призначив новим префектом бретонської марки графа Нанта Аморі. У 849 бретонці знову перейшли до наступу, а в 851 захопили Нант і Ренн, після чого зайшли на франкські землі. Однак 7 березня Номіное помер під Вандом, після чого його армія відступила. Карл, вирішивши скористатися смертю вождя бретонців, знову вдерся до Бретані, але син Номіное, Еріспое, розбив армію Карла при Женглані, на лівому березі Вілен. Розгром змусив Карла сісти за стіл перемовин і визнати восени того ж року незалежність Бретані. Еріспое став її королем, а територія бретонської марки повністю ввійшла до складу королівства Еріспое.

### Нейстрійська бретонська марка
У 852 році, аби створити нову буферну зону для захисту від бретонців, Карл Лисий утворив нову бретонську марку, що включала графства Анжу, Тур і Мен. Її правителем Карл призначив свого сина Людовика. З 861 року її правитель володів титулом маркіз Нейстрії, першим маркізом став Роберт Сильний. За договорами з королями Еріспое і Саломоном Карл був змушений поступитися Бретані Анжуйським графством, частиною Мена, Котантеном і Авраншем. Після загибелі Роберта Сильного в 866 році частина марки була захоплена норманами.

## Маркграфи бретонської марки

### Префекти бретонської марки
- 753: Грифон († 753), брат Піпіна III Короткого;
- 778: Роланд (Груотланд) († 778);
- До 799 — 814/818: Гі († 814/818), граф Нанта;
- 814/ 818 — 831: Ламберт I (†836), граф Нанта, герцог Сполето;
- 831 — 851: Номіное († 851), граф Ванна;
- 846 — 849: Аморі, граф Нанта.

З 851 — у складі Бретанського королівства.

### Герцоги Мена
- 852 — 861: Людовик II Заїка († 879), пізніше король Західно-Франкського королівства.

### Маркізи Нейстрії (бретонської марки)
- 861 — 866: Роберт Сильний († 866);
- 866 — 886: Гуго Абат († 886);
- 886 — 888: Одо († 898), король франції з 888;
- 888 — 922: Роберт († 923), король Франції з 922, маркіз об'єднаної Нейстрійської марки з 911;
- 922 — 956: Гуго Великий († 956), герцог Франції з 936;
- 956 — 987: Гуго Капет († 996), король Франції з 987.